# M1 (огнемёт)
M1 и M1A1 — ранцевые огнемёты, разработанные США во время Второй мировой войны.
М1 весил 72 фунта (31,8 кг), имел эффективную дальность действия 15 метров и ёмкость топливного бака в 5 галлонов (18,9 л). М1А1 весил меньше – 65 фунтов (30,8 кг), имел гораздо большую дальность действия — до 45 метров, имел такую же ёмкость топливного бака и использовал напалм в качестве топлива.
Разработка началась в июле 1940 года. Первый прототип имел обозначение Е1. Прототип был доработан до модели E1R1, в результате чего в августе 1941 года на вооружение была принята модель M1.
Данный ранцевый огнемёт мало использовался на Европейском театре военных действий, будучи были более распространёнными в Тихом океане, где широко использовался при атаках дотов и укреплений. Ненадёжность М1 и отсутствие разработанной тактики привели к провалу первой огнеметной атаки на японское укрепление в декабре 1942 года. В 1943 году М1 постепенно был заменён на М1А1. Позже во время войны M1A1 был заменён огнемётом M2.

## Варианты
Е1
Обозначенный осенью 1940 года как «Experiment 1», первоначальная модель состояла из четырёх основных компонентов: баков с топливом, бака для сжатого газа, воспламенителя и огнемёта. E1 имел один вертикальный цилиндр с одним топливным баком и двумя отсеками: верхним и нижним. В верхнем отсеке находился азот под давлением, который выталкивал пять галлонов мазута из нижнего отсека через ствол в огнемёт. Топливная система E1 состояла из дизельного топлива, мазута или смеси бензина и масла. К огнемёту крепился воспламенитель, состоящий из баллона со сжатым водородом и аккумулятора. Огнемёт имел два спусковых крючка, дозатор топлива и воспламенитель топлива при выходе из металлического ствола. При весе 70 фунтов в полном состоянии E1 имел эффективную дальность действия от 14 до 21 одного ярда.
Испытания инженерной комиссии показали, что бак со сжатым газом был непрактичен, стрельба из положения лёжа была затруднена, а во время стрельбы E1 давление газа в баке верхнего отсека уменьшалось, что снижало давление газов в целом, чтобы протолкнуть топливо в нижнем отсеке через огнемёт, тем самым уменьшая дальность действия оружия. Также были выявлены дополнительные проблемы с надёжностью, весом и манёвренностью огнемёта E1.
E1R1
E1 был переработан Службой химического оружия и получил обозначение «Experiment 1 Revision 1» и был готов к испытаниям в марте 1941 года. Бак со сжатым азотом отделялся от топливного резервуара, что сохранилось во всех последующих моделях. Дополнительные улучшения включали огнемёт, клапаны и воспламенитель. Заправленный вес E1R1 был уменьшен до 57 фунтов, а эффективная дальность составляла от 15 до 20 ярдов в течение 15–20 секунд. E1R1 весил 28 фунтов в пустом состоянии.В ходе испытаний были выявлены проблемы с весом, легко повреждаемыми деталями и доступом к регулирующим клапанам.М1Результаты испытаний привели к разработке серийной модели M1, которая имела больший вес, M1 был более прочным и имел большую дальность действия. К концу года М1 добрался до Южно-Тихоокеанского театра военных действий.М1А1Изобретение напалма привело к тому, что его высоко оценили как огнемётную смесь. Смесь бензина и масла разбрызгивалась при выходе из ствола огнемета, тогда как загущенное напалмом топливо покидало ствол компактной струёй, способной рикошетить от отверстий и в них и впоследствии прилипать к плоским поверхностям. Первоначальные испытания показали, что М1 не способен обеспечить идеальную дальность стрельбы напалмом. Службе химического оружия было предложено адаптировать напалмовую топливную систему к огнемёту M1, чтобы избежать проблем с закупками, что облегчит разработку M1A1. Модификации включали топливную систему, регулятор давления, клапаны и огнемёт, чтобы обеспечить более высокое давление, необходимое для достижения эффективной дальности действия с напалмом. M1A1 был способен вести надёжный огонь на расстояние 50 ярдов против эффективной дальности стрельбы M1 в 20 ярдов.